# Al-Rahma-mecset
Az Al-Rahma mecset, arabul مسجد الرحمة, angolul Al-Rahma mosque Liverpool, s egyben Anglia legrégebbi iszlám központja, amit William Abdullah Quilliam létesített, aki felnőttként lett muszlim. A Hatherley utcában található és 1000 fő tud benne egyszerre imádkozni. 1889. december 25-én nyitotta meg a kapuit az első mecset. 1953-ban létrejött a Liverpool-i Iszlám Tanács. A mai épület 1974-ből való.